# وحيد خيون
وحيد خيون واسمه الكامل وحيد بن خيون بن مهنا بن منخي الخفاجي شاعر عراقي.

## عنه
وُلِدَ عام 1966 في الناصرية في سوق الشيوخ وفي ناحية كرمة بني سعيد تحديداً. عضو الاتحاد العام للأدباء والكتاب العراقيين ببغداد منذ عام 1988.عضو الاتحاد العام للأدباء والكتاب العرب.
عمل صحفيا في مجلة آفاق عربية ببغداد 1988-1991
صدرت له المجموعة الشعرية الأولى (مدائن الغروب) عام 1988 ببغداد وقد منحتهُ تلك المجموعة الشعرية الشهرة في العراق، إذ لم يمدح فيها صدام حسين مطلقا مما ادى إلى امتعاض السلطة ودعوته للكتابة، الا انه لم يكتب فتم فصله من المجمع الثقافي العراقي.
شاركَ عام 1991 مشاركة فعالة في الانتفاضة الشعبانية العراقية ضد صدامٍ، ومن قصائدِهِ الشهيرةِ في ذلك الوقت والتي ألقاها على المنتفضينَ:
خاطِرْ بنفسِكَ مالوجودُ.. بغايةٍ إنْ لم تُخاطِرْ
هيَ كربلا عادتْ وإنَّ يزيدَها لَهوَ المُعاصرْ
حُكمَ عليهِ بالإعدام غيابيا عام 1994 بتهمته تأجيج الشارع العراقي ضد النظام الحاكم، باعتباره وجه ادبي معروف وشخصية عراقية مؤثرة في الشارع العراقي وقد نشرت جريدة الثورة ذلك الحكم الجائر على رمز من رموز العراق.
دعتهُ الحكومةُ الهولنديةُ للإقامةِ فيها باعتباره لاجئ سياسي ثم غادرها إلى لندن حيثُ هو الآن.
كتب الشعر صبيا..و نشر في العديد من الصحف العراقية والعربية في الوطن العربي وخارجه.
شارك في العديد من المهرجاناتِ القطرية والعربية.
ورد اسمُهُ وشئ عن حياتِهِ وشعرِهِ في معجم البابطين للشعراء العرب المعاصرين الصادر عام 1992.
صدرت لهالتالية:
- مدائن الغروب عام 1988 ببغداد.
- طائر الجنوب عام 1996 بدمشق.
- أغاني القمر عام 2000 بمصر.
- موت تحت المطر عام 2013 القاهرة.

وله الكتب التالية:
- حقيقتي، وهو كتاب نثرٍ جميل.
- المؤثرات السلبية في فصاحة الشعر العربي المعاصر (رسالة ماجستير).
- وسائل الاتصال في الإعلام الإلهي.

عمل في:
- مجلة افاق عربية - بغداد محرراً.
- مجلة ديوان العرب _ اللجنة الاستشارية.
- رئيس الديوان الثقافي العراقي - لندن
- مدير عام مجلة بابليون.

يتكلم اللغات التالية بطلاقة:
اللغة الإنكليزية
, اللغة الهولندية،
اللغة العربية